# Little Battlers Experience
Little Battlers eXperience (ダンボール戦機 Danbōru Senki?, lit. "Guerreros de cartón"), también llamada Danball Senki, o simplemente LBX, es una serie de videojuegos de rol de acción creada por Level-5, cuyo argumento principal consiste en que pequeños robots de plástico conocidos como LBXs (contracción de "Little Battler Experience") combaten en dioramas hechos de cartón, controlados por un personaje principal que combate contra otros LBXs creados por otros personajes. 
El primer juego de la serie fue lanzado el 16 de junio de 2011 para la consola PlayStation Portable y se ha ampliado con seis juegos y tres series de anime. El 1 de junio de 2015, Nintendo anunció que el juego sería lanzado en América el 21 de agosto de 2015 y en Europa el 4 de septiembre de 2015. En el E3 2015 se desveló que el título del juego para el mercado occidental será LBX: Little Battlers eXperience. Nintendo se encargó de lanzar periódicamente actualizaciones gratuitas que añadieron contenido, tales como cartas LBX, desafíos y sorprebolas, a través de la conexión SpotPass de Nintendo 3DS.

## Juegos
- Danball Senki - PlayStation Portable
- Danball Senki  Boost - PlayStation Portable
- LBX: Little Battlers eXperience (Danball Senki Baku Boost) - Nintendo 3DS
- Danball Senki W - PlayStation Portable, PlayStation Vita
- Danball Senki W Super Custom - Nintendo 3DS
- Danball Senki Wars - Nintendo 3DS

## Argumento
2046 D.C., la tecnología se ha desarrollado en todo el mundo y la innovación está liderando el camino. La forma de los métodos de envío ha cambiado desde la creación del cartón reforzado, que puede resistir cualquier impacto, manteniendo su contenido intacto. A medida que la popularidad del material creció, también lo hicieron sus fines. El cartón reforzado fue utilizado como material para los campos de batalla especializados de los LBX, robots en miniatura, realizados por Tiny Orbit, que una vez fueron prohibidos debido a sus efectos destructivos. La popularidad de los LBX aumentó de nuevo debido a los campos de batalla especializados.
Cuatro años después de la creación del cartón reforzado, en el año 2050, Van Yamano, un estudiante de secundaria, recibe un LBX llamado "AX-00" por parte de una misteriosa mujer, el cual contiene una cápsula de platino. Van, gracias a esta mujer, averigua que su padre está aún vivo y descubre una conspiración secreta del gobierno. A partir de este momento, el propio Van debe proteger el LBX y la cápsula de platino, ya que su contenido podría cambiar el mundo para siempre.

## Desarrollo
En agosto de 2009, la compañía desarrolladora de videojuegos japonesa Level-5 anuncia una nueva saga de Anime/Manga acerca de robots llamada Danball Senki. A su vez, Bandai lanza una serie de modelos de plástico con los personajes del juego. Aunque inicialmente el estreno estaba previsto para el 2010, la serie de anime comenzó a transmitirse en el canal TV Tokyo a partir del 2 de marzo de 2011, mientras que el juego se lanzó el 16 de junio de 2011.

## Personajes

### Danball Senki
Van Yamano (山野バン Yamano Ban?)
Seiyuu: Megumi Kubota 
- LBX: AX-00 → Achilles → Odin → Epsilon (solo en el juego) → Elysion → Icarus Zero

El personaje principal de Danball Senki y Danball Senki W.
Amy Cohen (川村アミ Kawamura Ami?)
Seiyuu: Marina Inoue
- LBX: Kunoichi → Pandora → Dark Pandora

Kaz Walker (青島カズヤ Aoshima Kazuya?)
Seiyuu: Daisuke Namikawa
- LBX: Warrior → Gladiator (rentado) → Egypt → Hunter → Fenrir → Achilles DEED

### Danball Senki W
Van Yamano (山野バン Yamano Ban?)
Seiyuu: Megumi Kubota 
- LBX: AX-00 → Achilles → Odin → Epsilon (solo en el juego) → Elysion

Hiro Hughes (大空ヒロ Oozora Hiro?)
Seiyuu: Shimono Hiro
- LBX: Perseus

Laura Hanasaki (花咲ラン Hanasaki Ran?)
Seiyuu: Kana Hanazawa
- LBX: Minerva

## Banda sonora

### Danball Senki
Openings
1. "1 DREAM (1 ドリーム)" - Little Blue boX
2. "Ishindenshin (以心伝心)" - Little Blue boX
3. "Battle On" (versión americana) -  Michael y Andrew Twining

Endings
1. "Boku no Chokinbako (僕の貯金箱)" - Hiroki Maekawa (前川紘毅)
2. "Himitsukichi (ヒミツキチ)" - Hiroki Maekawa (前川紘毅)

### Danball Senki W
Openings
1. "BRAVE HERO" - Little Blue boX
2. "Sanmiittai (三位一体)" - Little Blue boX
3. "Save the World" (versión americana) -  Michael y Andrew Twining

Endings
1. "Do Wak Parappa (Do Wak パラッパ) - Hiroki Maekawa (前川紘毅)

La banda sonora original fue compuesta por Rei Kondoh, quien también compuso las bandas sonoras de los videojuegos Ōkami y Sengoku Basara 3, entre otros. Para el doblaje y adaptación estadounidense, se reemplazó la banda sonora original por una nueva compuesta por David Iris, John Mitchell y Tom Keenlyside.

### Danball Senki (Videojuegos)
Openings
1. "Great Future War" - Little Blue boX
2. "Faitingupōzu" (ファイティングポーズ) - Little Blue boX
3. "Sanmiittai" (三位一体)" - Little Blue boX

Endings
1. "Little smile" - Megu Sakuragawa (桜川めぐ)
2. "Ai ni Ikou" (会いに行こう)" - Hiroki Maekawa (前川紘毅)

## Adaptaciones

### Anime
La primera serie, titulada Little Battlers eXperience o Danball Senki', basada en el primer juego, es producida por Oriental Light and Magic bajo la dirección de Naohito Takahashi y comenzó a transmitirse en TV Tokyo del 2 de marzo de 2011 al 11 de enero de 2012, con un total de 44 episodios.
La serie secuela, Little Battlers eXperience W (ダンボール戦機W, Danbōru Senki W, literalmente "Cardboard war-machines double") se anunció a finales de diciembre y se emitió entre el 18 de enero de 2012 y el 20 de marzo de 2013, con un total de 58 episodios.
Una tercera serie titulada Little Battlers eXperience Wars (ダンボール戦機WARS, Danbōru Senki Wōzu, iluminado. "Cardboard war-machine wars") se emitió en TV Tokyo el 3 de abril de 2013, coincidiendo con el lanzamiento del tercer juego. Wars sería la última temporada de la serie de anime y finalizó el 25 de diciembre de 2013, con un total de 37 episodios.
Durante AnimeJapan 2019, DMM Pictures anunció LBX Girls (Sōkō Musume Senki) como un nuevo spin-off de la serie Little Battlers eXperience y parte del proyecto multimedia Sōkō Musume. La serie se emitió del 7 de enero al 25 de marzo de 2021. Rikako Aida interpreta el tema de apertura de la serie "Dream Hopper", mientras que Kano interpreta el tema final de la serie "Compass Song".

### Película
En el número de julio de 2012 de la revista CoroCoro Comic se anunció una adaptación cinematografía titulada Inazuma Eleven GO vs. Danbōru Senki W, que se estrenó en los cine el 1 de diciembre de 2012.

## Internacionalización
En el año 2011, Dentsu anunció que había licenciado la serie Danball Senki tanto en Europa como en América, y que tenía planes de llevar a dichos lugares la saga con su línea de anime, videojuegos y figuras coleccionables. Posterior a eso, Dentsu puso en la ComicCon 2012 de Nueva York un gran cartel, afirmando la llegada de la serie. El estreno de Danball Senki en América está fijada para este 2013, aproximadamente por septiembre, bajo el nombre de "Little Battlers eXperience".